# Вартлаан Яніка
Я́ніка Вартлаа́н (* 1999) — естонська і українська гімнастка. Бронзова призерка фіналу Гран-Прі-2018.

## З життєпису
Народилась 1999 року в Донецьку, почала займатися гімнастикою у Москві. Відвела мама; першим тренером була Аносова Ірина Валеріївна. У віці 7 років виступала на змаганнях та посіла 3 місце.
Спочатку виступала за Естонію, але не жила і не тренувалася там.. Брала участь у Кубку світу 2015 року в Бухаресті та фінішувала 33-ю в багатоборстві. На Кубку світу в Казані фінішувала 45-ю. На чемпіонаті Європи естонська команда Вартлаан, Ольга Богданова та Вікторія Богданова посіли 15 місце. Брала участь у Кубку світу 2016 року в Еспоо та посіла 27 місце в багатоборстві.. Також брала участь у Кубку світу в Мінську та посіла 17 місце в багатоборстві. Виграла золоту медаль у багатоборстві на чемпіонаті Естонії 2016 року.
У 2018 році вирішила перейти від змагань за Естонію до України. Брала участь у трьох змаганнях під час серії Кубка світу 2018 року. В Ташкенті посіла 21 місце у багатоборстві. У Портімао фінішувала 10-ю в багатоборстві і кваліфікувалася до фіналу змагань з обручем — посіла 6 місце, у вправах з булавами фінішувала сьомою, зі стрічкаами — в шостою. В Мінську фінішувала 15-ю в багатоборстві.
Виграла бронзову медаль у грі з обручем на фіналі Гран-прі 2018 року в Марбельї. Змагалася на Чемпіонаті світу 2018 року з Євою Мелещук і Владою Нікольченко, фінішували п'ятими.
Брала участь у Кубку світу 2019 року в Портімані, де посіла 19 місце в багатоборстві.
У серпні 2020 року оголосила про свій відхід з великого спорту.